# Allograpta remigis
Allograpta remigis är en tvåvingeart som först beskrevs av Fluke 1942.  Allograpta remigis ingår i släktet Allograpta och familjen blomflugor.
Artens utbredningsområde är Ecuador. Inga underarter finns listade i Catalogue of Life.